# THE MAD CAPSULE MARKET'S (アルバム)
『THE MAD CAPSULE MARKET'S』（ザ・マッド・カプセル・マーケッツ）は、日本のロックバンドであるTHE MAD CAPSULE MARKET'Sの1作目のベスト・アルバムであり、全曲新録によるセルフカバーとなっている。
1996年9月4日にビクターエンタテインメントのInvitationレーベルよりリリースされた。6枚目のアルバム『4 PLUGS』（1996年）より9か月ぶりにリリースされた作品であり、1枚目のアルバム『HUMANITY』（1990年）から『4 PLUGS』までの収録曲から選曲されているが、2枚目のアルバム『P・O・P』（1991年）からは選曲されていない。
本作は全曲新録音となっており、収録曲によってはタイトルや歌詞が変更されている。本作を最後にギター担当のISHIG∀KIがバンドから脱退したため、4人編成時代最後の作品となった。本作はオリコンアルバムチャートにおいて最高位第10位となった。

## 背景、音楽性
6枚目のアルバム『4 PLUGS』（1996年）をリリースしたTHE MAD CAPSULE MARKET'Sは、同作を受けたコンサートツアー「TOUR 1996」を3月19日の熊谷ヴォーグ公演を皮切りに、同年4月30日の赤坂ブリッツ公演まで12都市全13公演を行い、3月23日には7枚目となるシングル「WALK! (JAPAN MIX)」をリリース、8月7日にはミュージック・ビデオ集『4PLUGS -VIDEO-』をリリースした。
同時期に初のベスト・アルバムでありセルフカバーとなる本作の制作が開始されるが、制作の意図として上田剛士は「過去に作っていたものに納得いってないものが多くて。ただそこにも自分の中のいい部分とか好きな部分はたくさんあったから、これはそういうのを1個にまとめたくてできたベスト」、「『4 PLUGS』で自分らがちゃんと見えたから、その自分らで前の作品をやっておきたいって部分もあったと思う」と述べている。
本作制作後にギター担当であったISHIG∀KIが脱退することになり、それについて上田は「価値観の違いというか、自分らが向いてる方向性と彼の行きたい方向性が違ったという。『PARK』作って自分らがやりたい方向が見えて、『4 PLUGS』に向かってく時に、彼だけちょっと違った。それまでは自分らでもはっきりわかってなかったから一緒にやれてたのが、はっきりしたからやれなくなったというか」、「ちょっとずつ考え方が違ったから、一緒にやる相手ではないなっていうのがはっきりしたってことだよね」と述べている。

## 楽曲
1. 「POSSESS IN LOOP!!!!!!!!!!」
6枚目のアルバム『4 PLUGS』（1996年）収録曲であり、元タイトルは「POSSESS IN LOOP」。音楽誌『uv』にて音楽評論家の大野祥之は、オリジナル・バージョンに関して「とにかくノイジーで破壊的なサウンド」であったと指摘した上で、本作収録バージョンに関しては「全体的にソリッドになったサウンドとアレンジ、そしてスピードを速くしたことによって、オリジナル・ヴァージョンが持っていたヘヴィさの代わりに、この曲の持っているストレートなポップ・センスが前に出ている」と述べている[6]。
2. 「MIX-ISM」
4枚目のアルバム『MIX-ISM』（1994年）収録曲。『uv』にて大野はオリジナル・バージョンに関して「スタジオ・レコーディングされたサウンドという印象が強く残った」と指摘した上で、本作収録バージョンに関しては「彼らのライブそのままのストレートな印象が打ち出されている」、「ライブ・バンドとしてのマッド・カプセル・マーケッツを証明するサウンドだ」と述べている[6]。
3. 「S・S・MUSIC」
アルバム『MIX-ISM』収録曲。一時期サポートギターを勤めていたDoomの藤田タカシが参加している。『uv』にて大野は、オリジナル・バージョンと本作収録バージョンを比較した上で「イントロのドラム・エフェクト処理が違っていたり、発信音のようなノイズが使われていたりというところから違っている」と述べた他に、「最新のライブで演奏されている形に近く、オリジナル・ヴァージョンよりもライブ感にあふれている」と指摘、「太い音色を聴かせているISHIG∀KIのギターと、ボリューム・コントロールをうまく使って、瞬間的に表情を変化させるCRA￥のベースが印象的だ。それでいて、オリジナル・ヴァージョンの持っていたポップな味わいも薄れてはいない」とも述べている[6]。
4. 「マスメディア」 - MASS MEDIA
3枚目のアルバム『SPEAK!!!!』（1992年）収録曲。『uv』にて大野は「オリジナル・ヴァージョンとは一変して、まさに“現在進行形”のサウンドに変化しているあたりに、彼ら自身のこの曲に対するとらえ方の変化が表れているように感じる」と述べた他に、「よりリアルな音像が実体化された結果として、元のヴァージョンが持っていたテクノ・ポップ的なニュアンスが影をひそめ、ソリッドな感触が全面に押し出された」と述べている[6]。
5. 「HI-SIDE (HIGH-INDIVIDUAL-SIDE)」
5枚目のアルバム『PARK』（1994年）収録曲。オリジナル版とは歌詞が違い、全英語詞になっている。『uv』にて大野は「オリジナル・ヴァージョンよりもヘヴィなグルーヴを打ち出して、“ウネリ”を強調したベース・サウンドと、英語でラップするKYONOのボーカルが、日本人離れした存在感を演出している。それによって生まれるテンポ感が、リズム・チェンジする曲展開を、より効果的に引き締めているあたりも、見事な計算といえるだろう」と述べている[6]。
6. 「パラサイト (寄生虫)」 - PARASITE
アルバム『PARK』収録曲。『uv』にて大野は「完璧なスピード・コントロールによって、少し変わった突進感を演出する方法論は、アンスラックスなどが得意とするところだが、アンスラックスとは違ったアプローチで、聴感上のスピード・コントロールを自由に行えるほど、マッド・カプセル・マーケッツのリズムに対する感性は突出している」と述べている[6]。プロモーションとしてミュージック・ビデオ集『VIDEO』に収録されたものとは異なる本曲のミュージック・ビデオが新たに制作されたが、商品化はされていない。
7. 「JESUS IS DEAD? ～JESUS IS ALIVE?～」 (BRYAN NEW MIX VERSION)
ミニ・アルバム『カプセル・スープ』（1992年）収録曲であり、元タイトルは「JESUS IS DEAD.」。『uv』にて大野は「オリジナル・ヴァージョンが持っていた人間的な“体温”に対して、マシーンの持つ“絶対0度”のような冷たさが印象的だ」と述べた他、本作収録バージョンに関して「テクノ・ポップのリーダー的存在だったクラフト・ワークが、そのまま進化し続けた結果を示しているように、感じられてしょうがない。これは、PUFFYの「アジアの純真」で、奥田民生が打ち出したテクノ・ポップの解釈と並び賞されるべき偉業といえるだろう」と述べている[6]。
8. 「G・M・J・P」
ミニ・アルバム『カプセル・スープ』収録曲。『uv』にて大野は「コーラスの声質がヘヴィになっていることもあって、かなりオトナの迫力が全面に出ているように感じられたものだ」と述べている[6]。
9. 「DOWN IN THE SYSTEM SYSTEM ERROR」
アルバム『SPEAK!!!!』収録曲であり、元タイトルは「システム・エラー」。『uv』にて大野は「オリジナル・ヴァージョンが5年ほど前の98システムだとするならば、こちらのヴァージョンは完全にウィンドウズ96にグレード・アップされたような観がある」と指摘した他、「特に、ISHIG∀KIのギター・フレーズが、ともするとオルタナティブな目眩さえも感じさせ、歌詞の描きだす世界観を、よりリアルなものにしていることが、新しいヴァージョンの特徴といってもいいだろう」と述べている[6]。
10. 「ラ・ラ・ラ（僕がウソつきになった日）」 - LA-LA-LA (THE DAY BECAME A LIAR)
1枚目のアルバム『HUMANITY』（1990年）収録曲。アルバム収録バージョンとシングル「ギチ」のカップリング・バージョンのイントロを繋ぎ合わせている。『uv』にて大野は「オリジナル・ヴァージョンの持っているパンク的な持ち味はそのままに、よりシャープに研ぎ澄ましたような感触がある。リズムの切れ味とグルーヴ感の違いは、ふたつのヴァージョンを聴き比べてみると明らかだ」と述べている[6]。
11. 「WALK!」 (ADRIAN SHERWOOD REMIX CD VERSION)
アルバム『4 PLUGS』収録曲であり、本作にはボーナス・トラックとして収録されている[6]。エイドリアン・シャーウッドによるリミックスであり、インストゥルメンタルになっている。

## リリース、アートワーク、チャート成績
本作は1996年9月4日にビクターエンタテインメントのInvitationレーベルからCDおよびLPレコードにてリリースされ、CDの初回生産分はデジパック仕様となっていた。LPレコードは全5曲のみの収録となっているが、CDには未収録の「WALK! (ADRIAN SHERWOOD REMIX)」が収録されている。本作リリース前に、シングル「WALK! (JAPAN MIX)」（1996年）のカップリング曲として「HUMANITY」が再録音されてリリースされているが、本作には未収録となっている。
本作のアートワークは前作に続きサカグチケンと、メンバー自らが手掛けている。ジャケットはライブなどでも使用されている「THE MAD CAPSULE MARKET'S」の文字が入ったロゴとなっている。2つ折りのブックレットカードにはメンバーの写真とスタッフ・クレジットが記載され、歌詞は別紙の4つ折りの歌詞カードに記載される形となっている。ちなみにその歌詞カードの裏面には、全収録楽曲の歌詞の英語訳（英語詞）版が記載されている。
本作はオリコンアルバムチャートにおいて最高位第10位の登場週数6回で売り上げ枚数は6.4万枚となった。本作の売り上げ枚数はTHE MAD CAPSULE MARKETSのアルバム売上ランキングにおいて第5位となっている。

## 収録曲

### CD
- CD付属の歌詞カードに記載されたクレジットを参照[8]。

| #         | タイトル                                                                   | 作詞・作曲                                               | 編曲                       | 時間  |
| --------- | -------------------------------------------------------------------------- | -------------------------------------------------------- | -------------------------- | ----- |
| 1.        | 「POSSESS IN LOOP!!!!!!!!!!」                                              | TAKESHI “￥” UEDA                                        | THE MAD CAPSULE MARKET'S   | 3:57  |
| 2.        | 「MIX-ISM」                                                                | TAKESHI “￥” UEDA                                        | THE MAD CAPSULE MARKET'S   | 1:25  |
| 3.        | 「S・S・MUSIC」                                                            | TAKESHI “￥” UEDA（ギター・アレンジ: 藤田タカシ (DOOM)） | THE MAD CAPSULE MARKET'S   | 3:58  |
| 4.        | 「マスメディア」(MASS MEDIA)                                               | TAKESHI “￥” UEDA                                        | THE MAD CAPSULE MARKET'S   | 3:10  |
| 5.        | 「HI-SIDE (HIGH-INDIVIDUAL-SIDE)」                                         | TAKESHI “￥” UEDA（補作詞: ジョージ・カックル）          | THE MAD CAPSULE MARKET'S   | 4:25  |
| 6.        | 「パラサイト（寄生虫）」(PARASITE)                                         | TAKESHI “￥” UEDA                                        | THE MAD CAPSULE MARKET'S   | 3:35  |
| 7.        | 「JESUS IS DEAD? ～JESUS IS ALIVE?～」(BRYAN NEW MIX VERSION)              | TAKESHI “￥” UEDA                                        | THE MAD CAPSULE MARKET'S   | 3:54  |
| 8.        | 「G・M・J・P」                                                             | TAKESHI “￥” UEDA                                        | THE MAD CAPSULE MARKET'S   | 4:35  |
| 9.        | 「DOWN IN THE SYSTEM SYSTEM ERROR」                                        | TAKESHI “￥” UEDA                                        | THE MAD CAPSULE MARKET'S   | 3:33  |
| 10.       | 「ラ・ラ・ラ（僕がウソつきになった日）」(LA-LA-LA (THE DAY BECAME A LIAR)) | TAKESHI “￥” UEDA                                        | THE MAD CAPSULE MARKET'S   | 2:30  |
| 11.       | 「WALK!」(ADRIAN SHERWOOD REMIX CD VERSION)                                | TAKESHI “￥” UEDA                                        | エイドリアン・シャーウッド | 4:22  |
| 合計時間: | 合計時間:                                                                  | 合計時間:                                                | 合計時間:                  | 39:24 |

### LP
| #  | タイトル                           | 作詞・作曲                                               | 編曲                     | 時間 |
| -- | ---------------------------------- | -------------------------------------------------------- | ------------------------ | ---- |
| 1. | 「S・S・MUSIC」                    | TAKESHI “￥” UEDA（ギター・アレンジ: 藤田タカシ (DOOM)） | THE MAD CAPSULE MARKET'S | 3:57 |
| 2. | 「HI-SIDE (HIGH-INDIVIDUAL-SIDE)」 | TAKESHI “￥” UEDA（補作詞: ジョージ・カックル）          | THE MAD CAPSULE MARKET'S | 4:24 |
| 3. | 「パラサイト（寄生虫）」(PARASITE) | TAKESHI “￥” UEDA                                        | THE MAD CAPSULE MARKET'S | 3:35 |

| #  | タイトル                                    | 作詞・作曲        | 編曲                       | 時間 |
| -- | ------------------------------------------- | ----------------- | -------------------------- | ---- |
| 1. | 「WALK!」(ADRIAN SHERWOOD REMIX)            | TAKESHI “￥” UEDA | エイドリアン・シャーウッド |      |
| 2. | 「WALK!」(ADRIAN SHERWOOD REMIX CD VERSION) | TAKESHI “￥” UEDA | エイドリアン・シャーウッド | 4:22 |

## スタッフ・クレジット
- CD付属の歌詞カードに記載されたクレジットを参照[8]。

### THE MAD CAPSULE MARKET'S
- KYONO – ボーカル
- ISHIG∀KI（英語版） – ギター
- TAKESHI “￥” UEDA – ベース、バッキング・ボーカル
- MOTOKATSU – ドラムス

### 参加ミュージシャン
- 藤田タカシ (DOOM) – バッキング・ボーカル
- サカグチケン – バッキング・ボーカル
- 横山和俊 – プログラミング
- 草間敬 – プログラミング
- アイリーン – ボイス（8曲目）

### 録音スタッフ
- HIRO – ドラム・サウンド・コーディネーター
- 大町あきら – ベース&ギター・サウンド・コーディネーター
- 八島順一 – インストゥルメント・テク
- THE MAD CAPSULE MARKET'S – プロデュース、アートワーク
- ブライアン・ニュー (140dB Maanagement) – ミキシング・エンジニア (BATTERY STUDIOS LONDON)
- KONIYANG（サウンドスカイスタジオ） – ミキシング・エンジニア[注釈 2](PARADISE KOMAZAWA TOKYO)、レコーディング・エンジニア
- エイドリアン・シャーウッド (ON U SOUND MUSIC) – リミックス[注釈 3] (ON U SOUND STUDIOS LONDON)
- 赤波江敦夫（サウンドスカイスタジオ） – レコーディング・エンジニア
- 内田孝弘（ビクタースタジオ） – レコーディング・エンジニア
- 海老原徳彦（ミキサーズラボ） – レコーディング・エンジニア
- リチャード・フラック (BATTERY STUDIOS) – アシスタント・エンジニア
- 吉村健一（ミキサーズラボ） – アシスタント・エンジニア
- 中津直也（ミキサーズラボ） – アシスタント・エンジニア
- 玉井玄太（スタジオジャイブ） – アシスタント・エンジニア
- 中里正男（音響ハウス） – マスタリング・エンジニア

### 制作スタッフ
- 木宮保雄（ユイ音楽工房） – A&R
- 関口明（ビクターエンターテインメント） – A&R
- レニー・ホブデイ – ロンドン・コーディネーション
- きくかわひろみ (ORTUS PRODUCTION) – ロンドン・コーディネーション
- 生島由香 – 翻訳
- KEN SEKI – エイドリアン・シャーウッド・リミックス・コーディネーター
- デヴィッド・N.G.ローレンス (ON U SAOUND) – エイドリアン・シャーウッド・リミックス・コーディネーター
- 田中義則（ユイ音楽工房） – アーティスト・プロモーション
- 岩渕稔（ビクターエンタテインメント） – アーティスト・プロモーション
- 高野のぼる（ビクターエンタテインメント） – アーティスト・プロモーション
- 斎須敏治（ユイ音楽工房） – アーティスト・マネージメント
- 曽根功（ユイ音楽工房） – アーティスト・マネージメント
- よこやまふみこ（ユイ音楽工房） – マネージメント・デスク
- 後藤由多加（ユイ音楽工房） – エグゼクティブ・プロデューサー
- 村木敬史（ビクターエンターテインメント） – エグゼクティブ・プロデューサー
- かわずみつひこ（ビクターエンターテインメント） – エグゼクティブ・プロデューサー

### 美術スタッフ
- サカグチケンファクトリー – アートワーク
- THE MAD CAPSULE MARKET'S – アートワーク
- MASA – 写真提供
- 富岡克文（ビクターエンターテインメント） – コーディネーション

### その他スタッフ
- DOOM – サンクス
- 大久保一清（ビクター音楽出版） – サンクス
- フェンダー・ジャパン – サンクス
- モリダイラ楽器 – サンクス
- LUDWIG - 野中貿易 – サンクス
- エレクトロ・ハーモニクス – サンクス
- レオミュージック – サンクス
- おおもりしゅうじ（水野コーポレーション） – サンクス

## チャート
| チャート         | 最高順位 | 登場週数 | 売上数  | 出典  |
| ---------------- | -------- | -------- | ------- | ----- |
| 日本（オリコン） | 10位     | 6回      | 6.4万枚 | [ 2 ] |

## リリース日一覧
| No. | リリース日   | レーベル                               | 規格       | カタログ番号 | 備考                   | 出典         |
| --- | ------------ | -------------------------------------- | ---------- | ------------ | ---------------------- | ------------ |
| 1   | 1996年9月4日 | ビクターエンタテインメント／Invitation | CD         | VICL-807     | 初回盤はデジパック仕様 | [ 9 ] [ 10 ] |
| 2   | 1996年9月4日 | ビクターエンタテインメント／Invitation | LPレコード | VIJL-15010   |                        | [ 11 ]       |
| 3   | 1998年4月6日 | ビクターエンタテインメント／Invitation | MD         | VIYL-60007   |                        | [ 12 ]       |
| 4   | 2013年7月2日 | ビクターエンタテインメント／Invitation | AAC-LC     | -            | デジタル・ダウンロード | [ 13 ]       |